# Shan (cheval)
Pour les articles homonymes, voir Shan (homonymie).
Le Shan, ou Shan myinn dans la langue locale, est une race de poney originaire du Shan, en Birmanie. Plus petit que le poney de Birmanie, il appartient au groupe des poneys du Sud-Est asiatique. Il sert pour la monte, le bât et la traction.

## Histoire
En birman, ces poneys sont nommés « Shan myinn », ce qui signifie tout simplement « cheval Shan ». Ils sont aussi parfois nommés Pegu, en référence à la région de Bago dont certains sont originaires.
Un rapport transmis au congrès américain en 1907 en parle comme des « meilleurs poneys élevés en Birmanie », plusieurs sources témoignent que ces animaux « avaient autrefois une grande réputation ».

## Description
La FAO distingue cette race, pour laquelle la taille moyenne des mâles est de 1,14 m, du poney de Birmanie (en birman bama myinn), qui est plus grand. Il s'en différencie également par ses crins, qui sont plus fournis. Toutefois, de nombreux autres ouvrages confondent le Shan et le poney de Birmanie,, parfois en précisant que ces poneys sont « majoritairement élevés dans le Shan ».
Les poneys Shan sont décrits comme « petits et grossiers ». En observant un, Charles Darwin remarque la présence de rayures sur l'épaule, un caractère primitif lié au gène Dun, que l'on retrouve chez de nombreuses autres races de chevaux géographiquement éloignées.
Les poneys Shan se sont adaptés au climat humide et pluvieux de la Birmanie, mais aussi, et surtout, aux altitudes pouvant atteindre 4 000 à 6 000 mètres. Ils appartiennent au groupe des poneys du Sud-Est asiatique.

## Utilisations
Ces poneys servent à la selle, au bât et à la traction.

## Diffusion de l'élevage
Il est considéré comme commun. Comme son nom l'indique, la race est élevée exclusivement dans le Shan. Il n'existe pas d'estimation fiable du nombre de ces poneys en Birmanie, les données transmises à la FAO en 1991 donnant simplement une fourchette très large, entre 10 000 et 100 000 animaux. Par ailleurs, l'ouvrage Equine Science (4e édition de 2012) le classe parmi les races de poneys peu connues au niveau international.

## Dans la culture
Un poney Shan apparaît dans le roman The Gentleman In The Parlour de W. Somerset Maugham, ainsi que dans Sherlock Holmes and The Mystery Of Einstein’s Daughter de Tim Symonds.